# Aega angustata
Aega angustata is een pissebed uit de familie Aegidae. De wetenschappelijke naam van de soort is voor het eerst geldig gepubliceerd in 1901 door Whitelegge.